# René Chavagnes
René Chavagnes est un homme politique français né le 10 octobre 1883 à Paris et décédé le 1er mars 1956 à Paris.

## Biographie
Journaliste, il collabore à de nombreux journaux. Il s'intéresse au mariage et aux questions familiales, et publie deux livres sur ce sujet en 1908 et 1913. En 1909, il est à l'initiative d'une campagne d'opinion contre les emprunts russes. En 1920, il devient sociétaire de la société des gens de lettres et fonde en 1921 la Ligue de la République. Il est député de Loir-et-Cher de 1924 à 1928, inscrit au groupe Républicain-socialiste.
Le 20 février 1927, René Chavagnes traverse à vive allure en voiture le hameau de Fleury dans la commune de Suèvres en Loir-et-Cher. Il heurte une charrette et fait tomber son conducteur, Lucien Hahusseau qui meurt. Le député prend la fuite mais les preuves sont irréfutables et les témoins nombreux. Malgré ses dénégations, le 29 juillet 1927, il est condamné à 3 mois de prison ferme, 200 francs d'amende de l'époque et 10 000 francs de dommages et intérêts

## Sources
- « René Chavagnes », dans le Dictionnaire des parlementaires français (1889-1940), sous la direction de Jean Jolly, PUF, 1960 [détail de l’édition]